# (157301) Loreena
(157301) Loreena ist ein Asteroid des mittleren Hauptgürtels, der vom deutschen Astronomen André Knöfel am 16. September 2004 an der sächsischen Volkssternwarte Drebach (IAU-Code 113) entdeckt wurde.
(157301) Loreena wurde nach der kanadischen Folkmusikerin und Komponistin Loreena McKennitt benannt. Die Benennung erfolgte am 7. Februar 2012.